# Lasius myops
Espèce
Lasius myops est une espèce de fourmis de la sous-famille des Formicinae. Espèce voisine et fortement ressemblante de Lasius flavus, elle s'en distingue notamment par l’absence d'un léger polymorphisme au sein des ouvrières (absence de pseudo-majors), par la taille des yeux (nettement plus petits que ceux de Lasius flavus).